# عمر المعاني
عمر خير الدين المعاني مهندس أردني ورجل أعمال (مواليد 1956). شغل منصب أمين مدينة عمّان لمدة خمس سنوات، حيث تم تعيينه بهذا المنصب بإرادة ملكية منذ عام 2006 حتى عام 2011. يشغل المعاني أيضا ومنذ أكثر من عقدين منصب مدير مجموعة معاني الأردنية الصناعية.
شهدت أمانة عمان الكبرى في عهده تطورا كبيرا، حيث توسعت عمّان بشكل مدروس لم تشهده المدينة من قبل. ونالت خطة مدينة عمان الشمولية التي أطلقها جوائز عالمية منها جائزة القيادة العالمية في تخطيط المدن وجائزة المدينة عن قارة آسيا لعام 2007.
في عام 2012 قامت لجنه من مجلس النواب الأردني السادس عشر بالتحقق من مشاريع الامانه وعلى رأسها مشروع الباص السريع والمخطط الشمولي واعاده الهيكلة ومدى صحه الاجراءات المتبعه فيها وتم تحويل العديد من الملفات إلى الادعاء العام وقام الادعاء العام بدوره بالتحقيق في هذه المشاريع واستمع إلى شهاده ما يقارب المئة مهندس وخبير وإداري وقيادي في امانه عمان وعلى رأسهم الامين عمر المعاني بصفته الاعتباريه وتم التحفظ عليه والإفراج عنه بعد اقل من شهر، وفي بدايه عام 2013 قرر الادعاء العام بحفظ القضايا وعدم توجيه أي من التهم للمعاني وعدم ارسالها إلى المحكمة حيث تبين للادعاء
وفي بدايه الشهر العاشر من عام 2016، أصدر العاهل الأردني الملك عبد الله الثاني بن الحسين إرادة ملكية بتعيين المعاني عضواً في مجلس الأعيان الأردني وعضو مجلس أمناء مؤسسة ولاية العهد.

## المؤهلات العلمية
- درجة البكالوريوس في العلوم لتخصص الهندسة المدنية من جامعة برمنجهام في بريطانيا
- درجة الماجستير لتخصص إدارة البناء من جامعة ساوث كاليفورنيا في الولايات المتحدة

## السيرة العلمية
أمضى أكثر من 25 عاما في قطاع الإنتاج والتصنيع، وهو المؤسس لمجموعة معاني.

## الاتحادات والهيئات التي يشارك بها
- نائب الرئيس للجنة التدريب المهني والعمل في الأجندة الوطنية
- عضو مجلس إدارة غرفة صناعة عمان
- عضو مجلس إدارة صندوق استثمار مؤسسة الضمان الاجتماعي
- عضو مجلس إدارة مؤسسة تنمية الصاجرات الأردنية
- العضو المؤسس لجمعية الرواد الشباب الأردنية
- عضو مجلس إدارة برنامج إنجاز
- عضو نقابة المهندسين الأردنيين
- عضو اتحاد التجارة الأردني
- عضو جمعية رجال الأعمال الأردنيين
- عضو مجلس إدارة اتحاد كرة السلة الأردني

## مقالات ذات صلة
- أمانة عمان الكبرى

| سلفه: نضال الحديد | عمر المعاني | خلفه: عقل بلتاجي |

## حل مجلس امانة عمّان
قرر مجلس الوزراء في جلسته التي عقدها مساء الثلاثاء 15 أذار / مارس 2011 حل مجلس أمانة عمان وكافة بلديات المملكة، وتشكيل لجان مؤقته وفقا لقانون البلديات للإدارة. وقرر المجلس تعيين عمار غرايبة رئيسا للجنة المؤقتة لأمانة عمان الكبرى خلفا للمهندس عمر المعاني . كما قررت الحكومة تعيين رؤوساء لجان في بلديات المملكة واجراء الانتخابات في شهر تموز المقبل وحسب ماهو متوقع ان يتم تعديل على قانون البلديات بحيث يستطيع العمانيون انتخاب عمدتهم (امين عمان) مما اعتبرها الكثير بالخطوة الجيدة خاصة انه كان يتم تعيين الأمين بقرار من مجلس الوزراء.